# La venganza de Don Mendo (película)
La venganza de Don Mendo es una película cómica española de 1961 dirigida y escrita por Fernando Fernán Gómez y protagonizada por él mismo, Paloma Valdés, Juanjo Menéndez, Antonio Garisa, Joaquín Roa y Lina Canalejas. Adaptación cinematográfica de la obra de teatro homónima de Pedro Muñoz Seca.

## Argumento
La película narra, en tono humorístico (astracanada), las peripecias de Don Mendo Salazar, Marqués de Cabra (Fernando Fernán Gómez). Tras perder todo su dinero jugando a las cartas, acude a la casa de su amada, la hija de un conde amigo del Rey, Magdalena (Paloma Valdés). Allí son descubiertos por el prometido de ella, Don Pero, Duque de Toro. Don Mendo se hace pasar por ladrón para no manchar el honor de ella y es encerrado. Aunque Don Mendo le prometió que no diría nada sobre su amorío, ella pide a su padre que sea ejecutado. Don Mendo escapa con la ayuda de su amigo Moncada, e intenta llevar a cabo su venganza contra Magdalena, haciéndose pasar por un juglar para acercarse a ella.

## Reparto
- Fernando Fernán Gómez como Don Mendo Salazar, (marqués de Cabra).
- Paloma Valdés como Magdalena.
- Juanjo Menéndez como Don Pero Collado, duque de Toro.
- Antonio Garisa como el rey Alfonso VII.
- Joaquín Roa como Don Nuño Manso de Jarama.
- Lina Canalejas como la reina Berenguela.
- María Luisa Ponte como Doña Ramírez.
- José Vivó como el marqués de la Moncada.
- Paula Martel como Azofaifa.
- Naima Lamcharki ("N. Cherky") como Rezaida.
- Lola Cardona como la marquesa de Tarrasa.
- Francisco Camoiras como Clodulfo.
- Antonio Queipo como el abad.
- Xan das Bolas como Alí.
- Pilar Gómez Ferrer como una duquesa.
- Fernando Sánchez Polack como el barón de Vedia.
- José Antonio Izaguirre como Froilán.
- Agustín Zaragoza como Manfredo.
- Manuel Aguilera como Don Suero.
- Ángel Calero como el escudero.
- Rafael Cortés como un noble.